# 梅園町 (名古屋市)
梅園町（うめぞのちょう）は、愛知県名古屋市中区の地名。

## 歴史

### 町名の由来
隣接する鶯谷町に由来するという。

### 沿革
- 1878年（明治11年）12月20日 - 名古屋区梅園町として成立[1]。
- 1889年（明治22年）10月1日 - 名古屋市成立に伴い、同市梅園町となる[2]。
- 1908年（明治41年）4月1日 - 中区成立に伴い、同区梅園町となる[2]。
- 1969年（昭和44年）10月21日 - 住居表示の実施に伴い、大須一丁目に編入され、消滅[2]。